# 托尔普
托尔普（法語：Torpes，法語發音：[tɔʁp]）是法国杜省的一个市镇，位于该省西部，属于贝桑松区。

## 地理
托尔普（47°10'9"N, 5°53'26"E）面积5.55 平方千米，位于法国勃艮第-弗朗什-孔泰大區杜省，该省份为法国东部内陆省份，北起上索恩省，西接汝拉省，东部及东南部与瑞士接壤，东北部与贝尔福地区省接壤。
与托尔普接壤的市镇（或旧市镇、城区）包括：格朗方丹、布西耶尔、奥塞勒-鲁泰勒、托赖斯、沃莱姆埃萨尔。

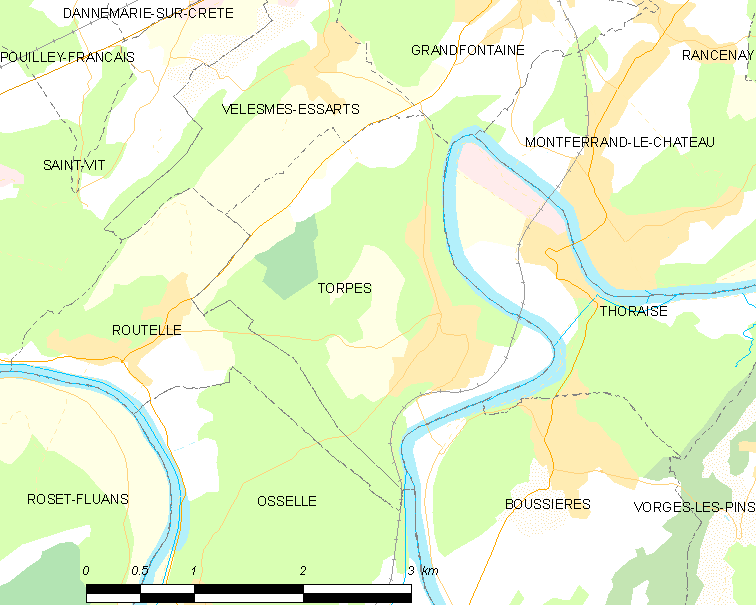
托尔普的OSM定位图

托尔普的时区为UTC+01:00、UTC+02:00（夏令时）。

## 行政
托尔普的邮政编码为25320，INSEE市镇编码为25564。

## 政治
托尔普所属的省级选区为贝桑松第六县。

## 人口

1962-2008年间托尔普人口变化图示

托尔普于2022年1月1日时的人口数量为1004人。